# Wilson Cruz
Pour les articles homonymes, voir Cruz.
Wilson Cruz (Wilson Echevarría de son vrai nom), né le 27 décembre 1973 à Brooklyn, est un acteur américain originaire de Porto Rico.
Ouvertement gay, Wilson Cruz milite en faveur des droits des personnes LGBT, notamment en participant à titre de coprésident d'honneur au défilé de la Fierté pour le festival Fierté Montréal en 2019.

## Biographie
Wilson Cruz est né à Brooklyn, New York, de parents nés à Porto Rico. Sa famille a finalement déménagé à Rialto, en Californie, où il a fréquenté le lycée Eisenhower et a obtenu son diplôme en 1991. À 19 ans, Cruz a révélé son homosexualité à ses parents, d'abord à sa mère, puis à son père. Même si sa mère a d’abord été blessée et choquée, elle a finalement accepté la nouvelle. Son père, cependant, l'a expulsé de la maison et Wilson Cruz a passé les mois suivants à vivre dans sa voiture et chez des amis. Il s'est ensuite réconcilié avec son père.

## Filmographie

### Cinéma
- 1995 : Nixon d'Oliver Stone : Joaquin, le domestique de Hoover
- 1996 : Joyride de Quinton Peeples : James
- 1996 : Johns de Scott Silver : Mikey
- 1997 : All Over Me d'Alex Sichel : Jesse
- 2000 : Supernova de Walter Hill : Benj Sotomejor
- 2003 : Party Monster de Fenton Bailey et Randy Barbato : Angel
- 2006 : Coffee Date de Stewart Date : Kelly
- 2009 : Ce que pensent les hommes de Ken Kwapis : Nathan
- 2009 : Green Flash : Kyle
- 2009 : The People I've Slept With : Gabriel
- 2011 : Convincing Clooney : Joaquin
- 2012 : The Skinny : le docteur
- 2024 : La Mère de la mariée (Mother of the Bride) de Mark Waters : Scott

### Télévision
- 1994-1995 : Angela, 15 ans (My So-Called Life) : Enrique (Rickie) Vasquez
- 1996 : On Seventh Avenue de Jeff Bleckner (téléfilm) : Reuben Diaz
- 1997 : Ally McBeal - Épisode 1x10 : Le combat : Steven/Stephanie Grant
- 1999-2000 : La Vie à cinq (Party of Five) : Victor
- 2004 : À la Maison-Blanche - Épisodes 5x18 et 5x20 : Jack Sosa
- 2005 : The Closer : L.A. enquêtes prioritaires (saison 1, épisode 08) : Un client du bar
- 2005-2006 : Noah's Arc : Junito
- 2007-2009 : Rick & Steve: The Happiest Gay Couple in All the World (série d'animation) de Q. Allan Brocka : Evan
- 2011 : Grey's Anatomy (saison 7, épisode 12) : Kyle
- 2012 : The Finder : Jonni
- 2014 : Red Band Society : Kenji
- 2016 : 13 Reasons Why : Denis Vasquez (avocat des parents d’Hannah Baker)
- 2017 : Star Trek: Discovery : Dr Hugh Culber
- 2023 : Moon Girl et Devil le Dinosaure : M. Calderon (voix)
- 2024 : Mother of the Pride : Scott